# Euphorbia degeneri
Euphorbia degeneri är en törelväxtart som beskrevs av Earl Edward Sherff. Euphorbia degeneri ingår i släktet törlar, och familjen törelväxter.
Artens utbredningsområde är Hawaii. Inga underarter finns listade i Catalogue of Life.

## Bildgalleri

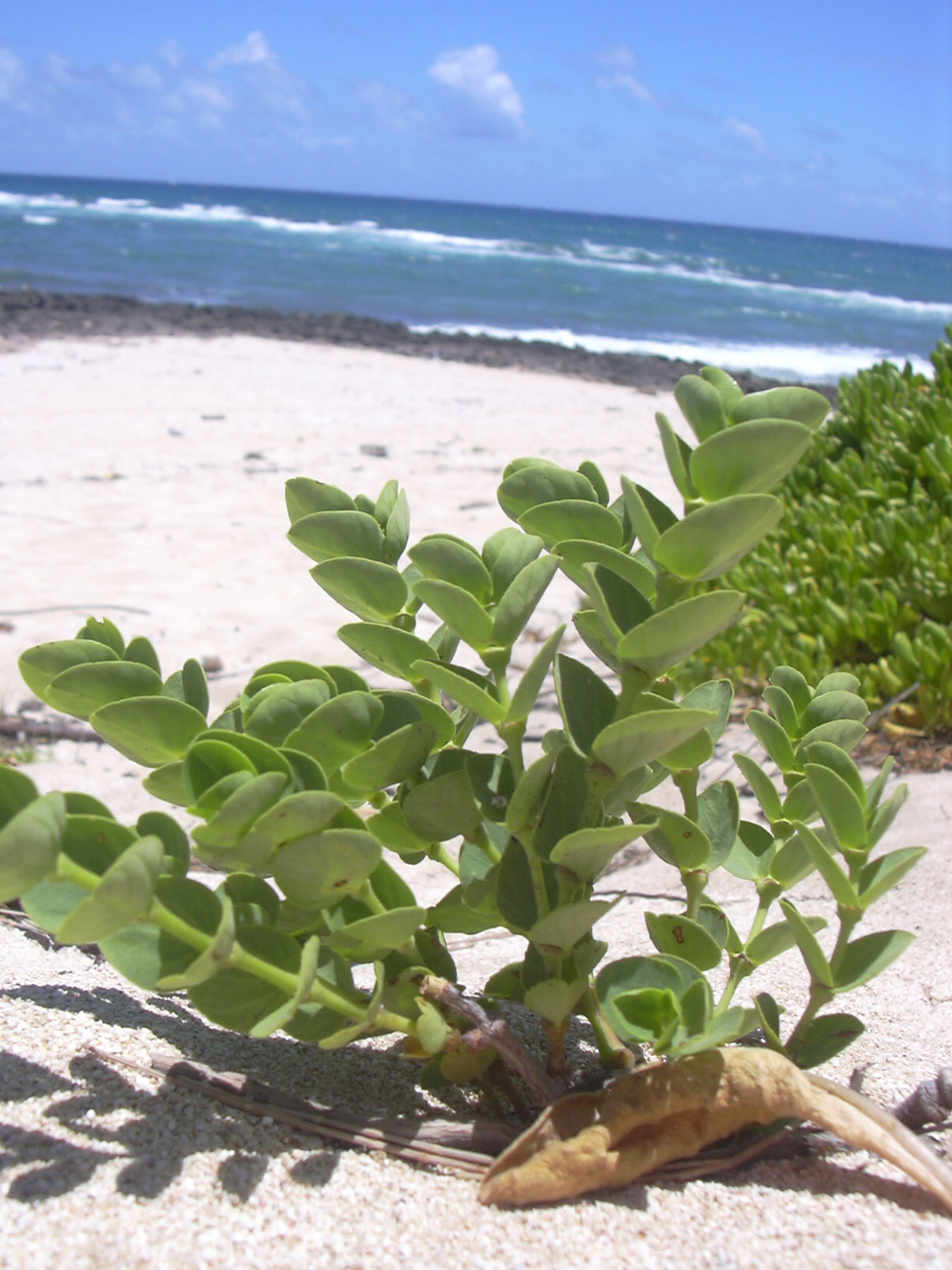
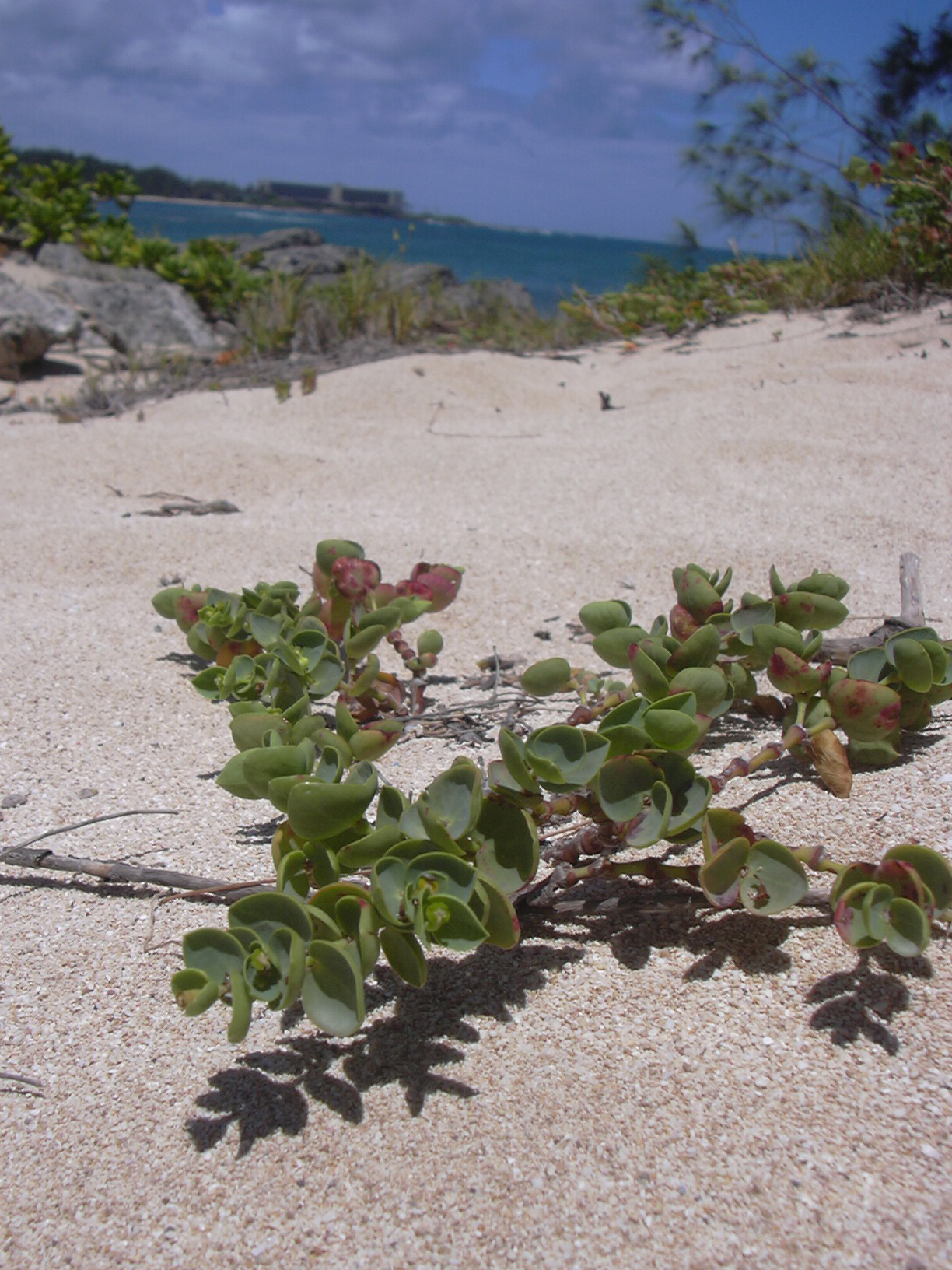
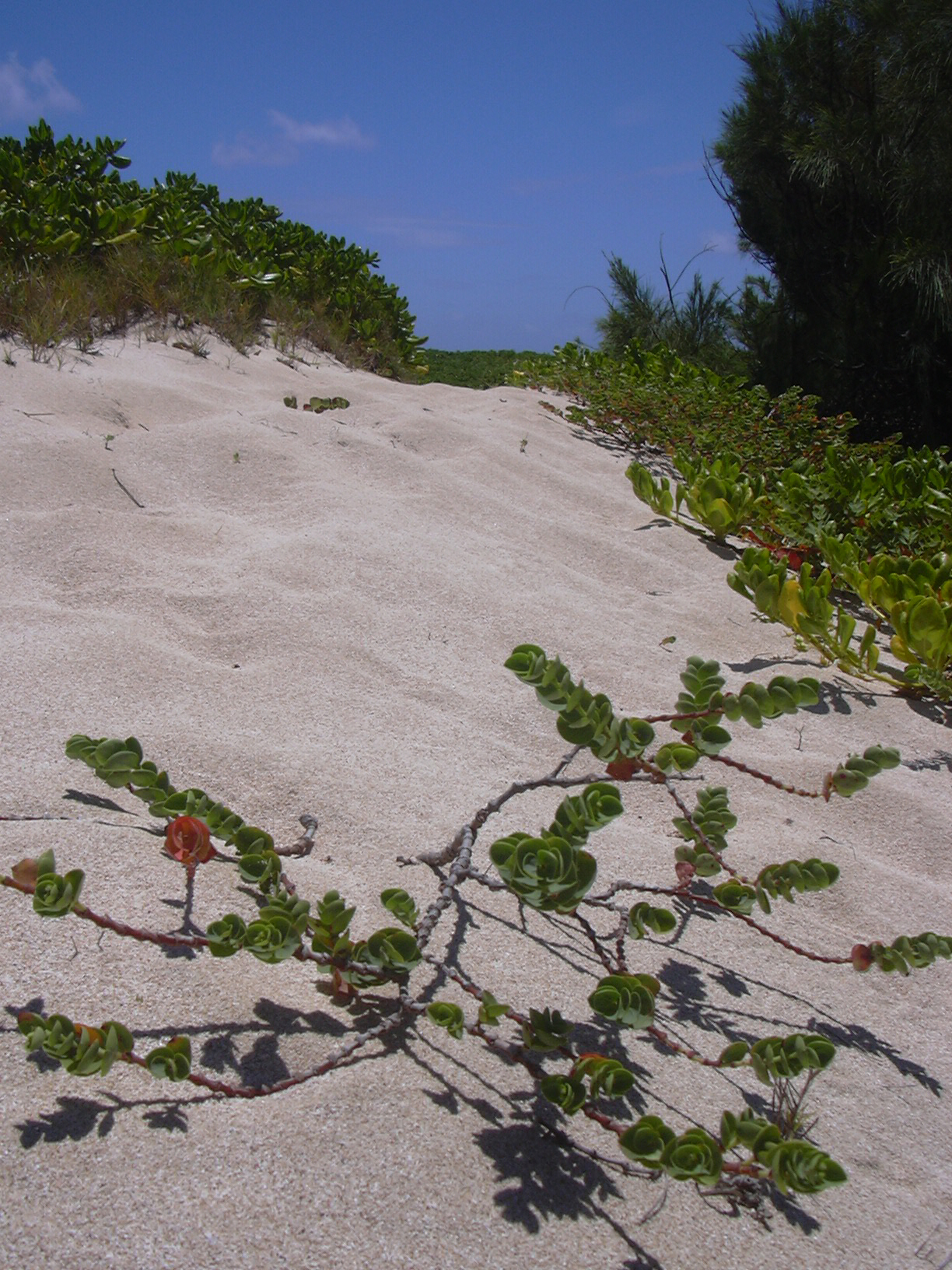
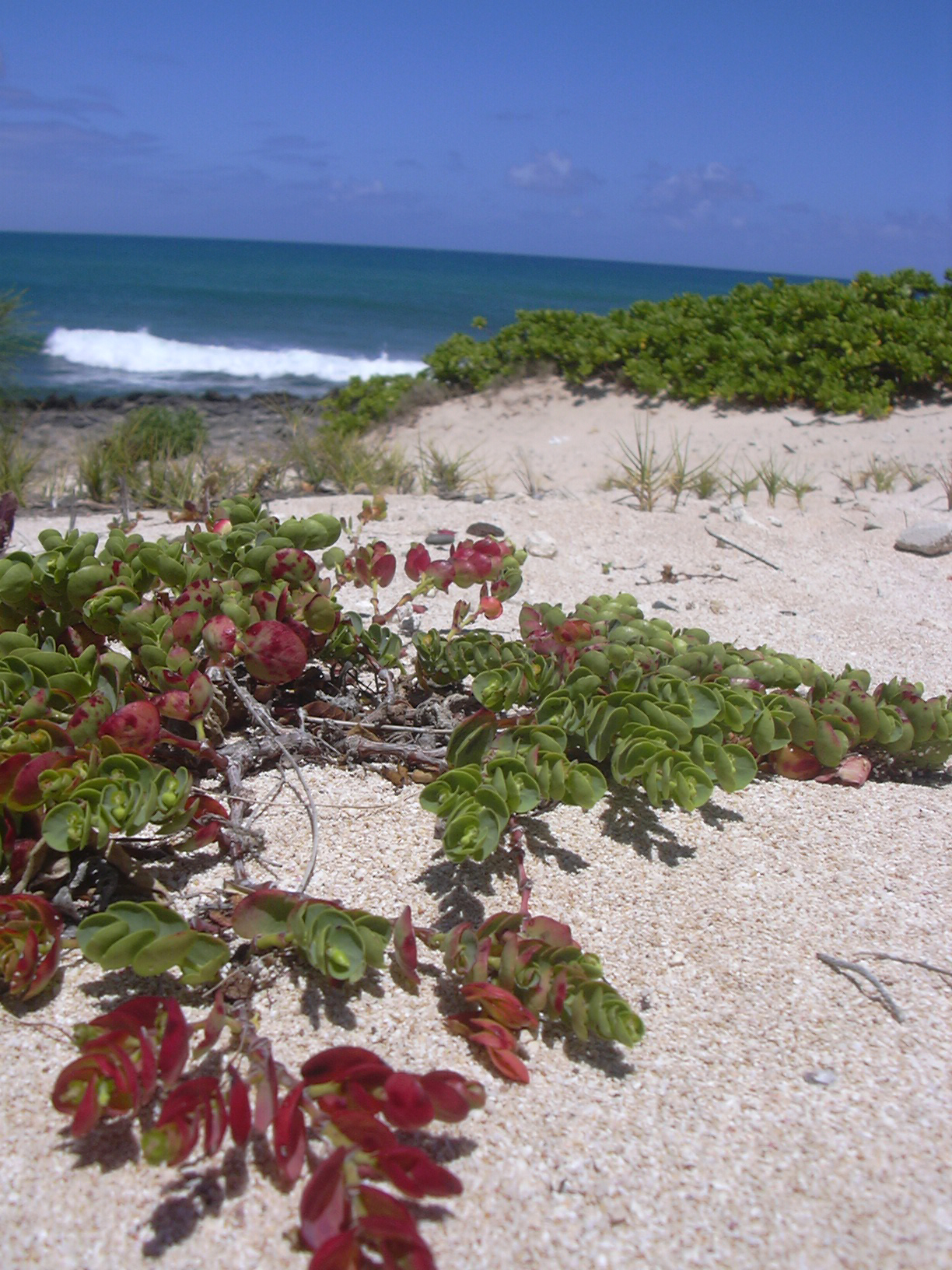
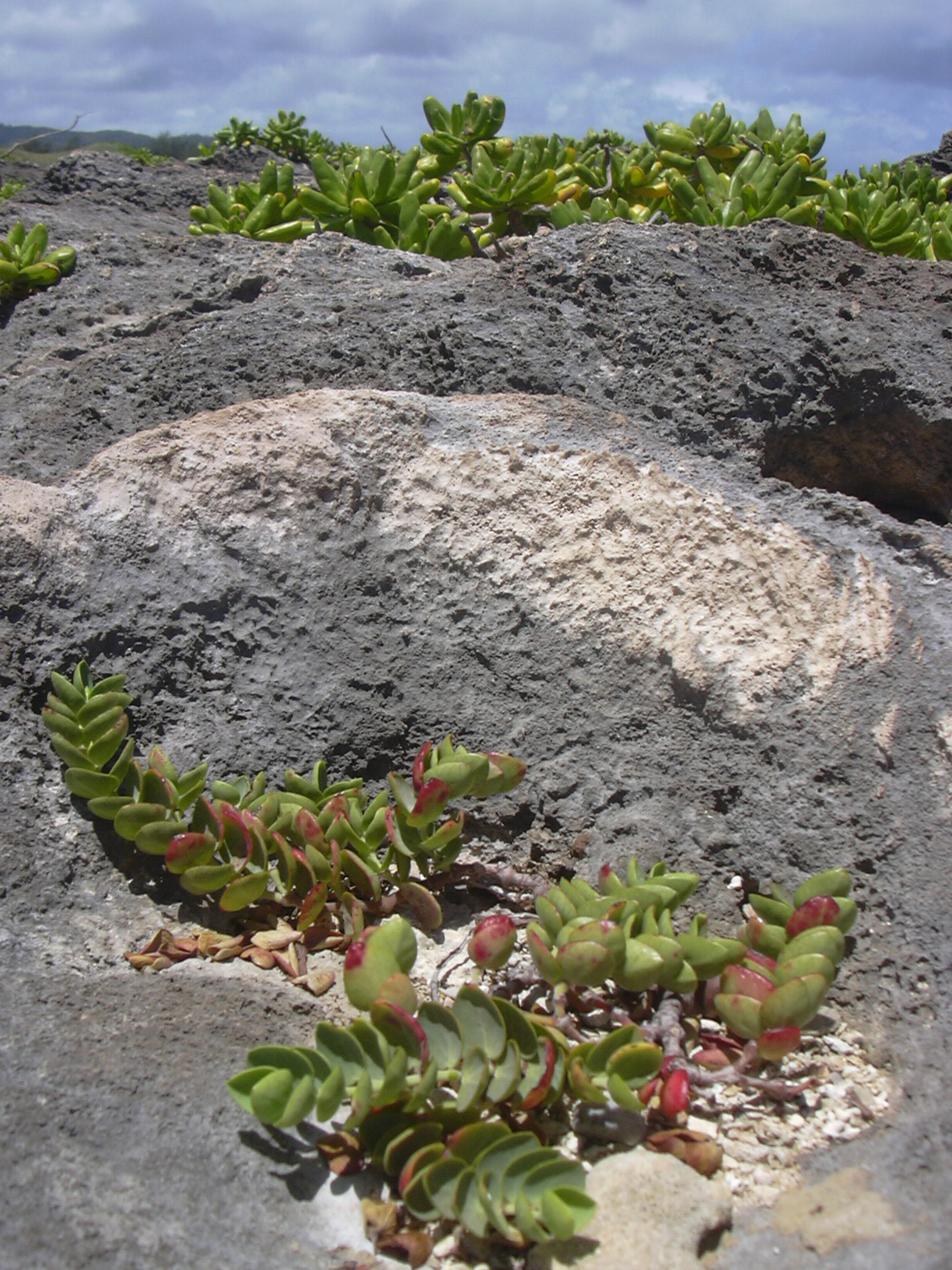